# کورت هازه
کورت هازه (به آلمانی: Curt Haase) (زاده ۱۵ دسامبر ۱۸۸۱، مرگ ۹ فوریه ۱۹۴۳) یک ژنرال آلمانی در دوره رایش سوم و از ۱۵ ژانویه ۱۹۴۱ تا ۳۰ نوامبر ۱۹۴۱ فرمانده لشکر پانزدهم ورماخت بود.